# Albert Sosnowski
Albert Dariusz Sosnowski alias „Der Drache“ (* 7. März 1979 in Warschau) ist ein polnischer Profiboxer und ehemaliger Europameister der EBU im Schwergewicht.

## Karriere als Boxer
Sosnowski betrieb zunächst das Kickboxen und unterschrieb im Alter von 18 Jahren einen Vertrag als Profiboxer, ohne zuvor als Amateurboxer aktiv gewesen zu sein. Seinen ersten Kampf bestritt er am 22. Juli 1998 in Dänemark gegen den Tschechen Jan Drobena. Er siegte in der ersten Runde durch K. o. Auch die nächsten 18 Kämpfe gewann er, davon elf weitere durch K. o. Im Juli 2001 trat er gegen den Kanadier Arthur Cook um den WBC-Juniorentitel im Schwergewicht an, verlor jedoch nach Punkten vornliegend in der neunten Runde durch K. o.
Am 4. November 2006 gewann er nach Punkten gegen Lawrence Tausa aus Australien den Kampf um den unbedeutenden Weltmeistertitel im Schwergewicht nach Version der WBF. Er verteidigte den Titel im September 2007 erfolgreich gegen den Argentinier Manuel Alberto Pucheta durch K. o. in der zweiten Runde. Zuvor hatte er am 8. Juni 2007 durch TKO gegen den Franzosen Steve Herelius gewonnen; dies war jedoch kein Kampf um den WBF-Titel.
Die zweite Niederlage seiner Karriere erfuhr Sosnowski am 6. August 2008 in New York gegen den US-Amerikaner Zuri Lawrence. Im November des gleichen Jahres gewann er jedoch in London gegen den als Favoriten geltenden Briten und Tyson-Bezwinger Danny Williams durch TKO in der achten Runde. Im April 2009 kämpfte er in Düsseldorf gegen den beim Sauerland-Boxstall trainierenden Italiener Francesco Pianeta um den EBU-Titel des EU-Meisters im Schwergewicht. Das Duell endete nach zwölf Runden mit einem Unentschieden, so dass Pianeta als Titelverteidiger seinen Titel behielt. Als Sosnowski im Dezember 2009 um den Europameistertitel der EBU im Schwergewicht boxte, ging er gegen Paolo Vidoz nach zwölf Runden als Sieger aus dem Ring.
Für den April 2010 war eine Verteidigung des EBU-Gürtels gegen Audley Harrison, Goldmedaillengewinner der Olympischen Spiele 2000, geplant, die Sosnowski jedoch absagte und stattdessen den Titel niederlegte, da er die Chance erhielt, am 29. Mai 2010 gegen Vitali Klitschko um dessen WBC-Weltmeistertitel in den Ring zu steigen. Das Duell fand in der Veltins-Arena in Gelsenkirchen statt. Die Entscheidung Klitschkos für Sosnowski als Gegner sorgte bei vielen Leuten für Überraschung; Kritiker, etwa der ehemalige Halbschwergewichtsweltmeister Dariusz Michalczewski, betrachteten solch einen Kampf als zu früh für Sosnowski oder räumten ihm keinerlei Chance gegen Klitschko ein. Für den Kampf gegen Klitschko wurde Sosnowski von Fiodor Lapin trainiert. Sosnowski verlor gegen den Ukrainer schließlich durch K. o. in der zehnten Runde.
Ein erneuter Versuch, sich im Mai 2010 den EBU-Titel zu sichern, scheiterte durch eine K.-o.-Niederlage an Alexander Dimitrenko.

## Liste der Profikämpfe
| 46 Siege (28 K.-o.-Siege), 4 Niederlagen (3 K.-o.-Niederlage), 1 Unentschieden |                            |                                                                                   |                        |                                               |
| Jahr                                                                           | Tag                        | Ort                                                                               | Gegner                 | Ergebnis für Sosnowski                        |
| 1998                                                                           | 22. Juli                   | Outrup Speedwaybane, Outrup, Dänemark                                             | Jan Drobena            | Sieg / TKO 1. Runde                           |
| 1998                                                                           | 25. September              | Poznań, Polen                                                                     | Andrzej Dziewulski     | Sieg / TKO 4. Runde                           |
| 1998                                                                           | 2. Oktober                 | Hala Ludowa, Wrocław, Polen                                                       | Rene Hanl              | Punktsieg / 4 Runden                          |
| 1999                                                                           | 13. Februar                | Jastrzębie-Zdrój, Polen                                                           | Viktor Juhasz          | Sieg / TKO 1. Runde                           |
| 1999                                                                           | 12. März                   | York Hall, Bethnal Green, London, Vereinigtes Königreich                          | Chris Woollas          | Punktsieg / 4 Runden                          |
| 1999                                                                           | 17. April                  | Warsaw, Polen                                                                     | Stipe Balic            | Punktsieg / 4 Runden                          |
| 1999                                                                           | 28. Mai                    | Everton Park Sports Centre, Liverpool, Merseyside, Vereinigtes Königreich         | Gary Williams          | Sieg / TKO 4. Runde                           |
| 1999                                                                           | 26. Juni                   | Hala Ludowa, Wrocław, Polen                                                       | Biko Botowamungu       | Punktsieg (einstimmig) / 4 Runden             |
| 1999                                                                           | 17. Juli                   | Gdańsk, Polen                                                                     | Bruno Foster           | Sieg / TKO 6. Runde                           |
| 1999                                                                           | 18. September              | Gdańsk, Polen                                                                     | Ignacio Orsola         | Sieg / KO 1. Runde                            |
| 1999                                                                           | 22. Oktober                | Joe Louis Arena, Detroit, Michigan, Vereinigte Staaten                            | Jeff Lally             | Sieg / TKO 3. Runde                           |
| 1999                                                                           | 20. November               | Gliwice, Polen                                                                    | Henry Kolle Njume      | Punktsieg / 6 Runden                          |
| 2000                                                                           | 11. März                   | Olympia, Kensington, London, Vereinigtes Königreich                               | Luke Simpkin           | Punktsieg / 4 Runden                          |
| 2000                                                                           | 8. April                   | Gdańsk, Polen                                                                     | Slobodan Popovic       | Sieg / KO 1. Runde                            |
| 2000                                                                           | 27. Mai                    | Mayfair, London, Vereinigtes Königreich                                           | Neil Kirkwood          | Sieg / TKO 1. Runde                           |
| 2000                                                                           | 24. Juni                   | Toruń, Polen                                                                      | Clarence Goins         | Sieg / TKO 2. Runde                           |
| 2000                                                                           | 19. August                 | Foxwoods Resort, Mashantucket, Connecticut, Vereinigte Staaten                    | Dan Conway             | Punktsieg (einstimmig) / 4 Runden             |
| 2000                                                                           | 30. September              | Sportcomplex De Wilgenring, Rotterdam, Niederlande                                | Everett Martin         | Sieg / TKO 7. Runde                           |
| 2000                                                                           | 27. November               | Aston Villa Leisure Centre, Birmingham, West Midlands, Vereinigtes Königreich     | Michael Murray         | Sieg / TKO 5. Runde                           |
| 2001                                                                           | 17. März                   | FTC Handball-Hall, Budapest, Ungarn                                               | Arthur Cook            | Niederlage / KO 9. Runde                      |
| 2001                                                                           | 7. Juli                    | Jaap Edenhal, Amsterdam, Niederlande                                              | Dirk Wallyn            | Punktsieg (einstimmig) / 4 Runden             |
| 2001                                                                           | 13. Oktober                | FTC Handball-Hall, Budapest, Ungarn                                               | Stanislav Tomkatchov   | Sieg / TKO 3. Runde                           |
| 2001                                                                           | 27. Oktober                | Kolobrzeg, Polen                                                                  | Robert Magureanu       | Sieg / TKO 4. Runde                           |
| 2002                                                                           | 22. Januar                 | Gdynia, Polen                                                                     | Catalin Zmarandescu    | Sieg / KO 1. Runde                            |
| 2002                                                                           | 9. März                    | E.M. Sporthall, Budapest, Ungarn                                                  | Jacob Odhiambo         | Sieg / KO 1. Runde                            |
| 2002                                                                           | 27. Juli                   | Harvey Hadden Leisure Centre, Nottingham, Nottinghamshire, Vereinigtes Königreich | Paul Bonson            | Punktsieg / 4 Runden                          |
| 2002                                                                           | 7. Dezember                | Leisure Centre, Brentwood, Essex, Vereinigtes Königreich                          | Jacklord Jacobs        | Punktsieg / 6 Runden                          |
| 2003                                                                           | 8. März                    | York Hall, Bethnal Green, London, Vereinigtes Königreich                          | Mindaugas Kulikauskas  | Sieg / TKO 2. Runde                           |
| 2003                                                                           | 12. April                  | York Hall, Bethnal Green, London, Vereinigtes Königreich                          | Mike Holden            | Punktsieg / 6 Runden                          |
| 2003                                                                           | 5. Juli                    | Leisure Centre, Brentwood, Essex, Vereinigtes Königreich                          | Jason Brewster         | Sieg / TKO 2. Runde                           |
| 2003                                                                           | 22. November               | Kings Hall, Belfast, Nordirland, Vereinigtes Königreich                           | Chris Woollas          | Sieg / TKO 1. Runde                           |
| 2004                                                                           | 31. Januar                 | York Hall, Bethnal Green, London, Vereinigtes Königreich                          | Greg Scott Briggs      | Sieg / KO 2. Runde                            |
| 2004                                                                           | 10. April                  | M.E.N. Arena, Manchester, Lancashire, Vereinigtes Königreich                      | Paul King              | Punktsieg / 4 Runden                          |
| 2004                                                                           | 26. Juni                   | Kings Hall, Belfast, Irland, Vereinigtes Königreich                               | Wojciech Bartnik       | Punktsieg / 6 Runden                          |
| 2004                                                                           | 11. September              | Kisstadion, Budapest, Ungarn                                                      | Kenny Craven           | Sieg / KO 2. Runde                            |
| 2005                                                                           | 22. Januar                 | American Airlines Arena, Miami, Florida, Vereinigte Staaten                       | Tommy Connelly         | Sieg / TKO 2. Runde                           |
| 2005                                                                           | 19. März                   | MGM Grand, Las Vegas, Nevada, Vereinigte Staaten                                  | Travis Fulton          | Sieg / TKO 2. Runde                           |
| 2005                                                                           | 28. Mai                    | Staples Center, Los Angeles, Kalifornien, Vereinigte Staaten                      | Orlin Norris           | Punktsieg (Mehrheitsentscheidung) / 6 Runden  |
| 2006                                                                           | 25. Mai                    | Carnival City, Brakpan, Gauteng, Südafrika                                        | Osborne Machimana      | Punktsieg (einstimmig) / 10 Runden            |
| 2006                                                                           | 4. November                | Emperor’s Palace, Kempton Park, Gauteng, Südafrika                                | Lawrence Tauasa        | Punktsieg (Mehrheitsentscheidung) / 12 Runden |
| 2007                                                                           | 8. Juni                    | Civic Centre, Motherwell, Schottland, Vereinigtes Königreich                      | Steve Herelius         | Sieg / TKO 9. Runde                           |
| 2007                                                                           | 14. September              | Ice Rink, Kirkcaldy, Schottland, Vereinigtes Königreich                           | Manuel Alberto Pucheta | Sieg / KO 2. Runde                            |
| 2008                                                                           | 25. Januar                 | Goresbrook Leisure Centre, Dagenham, Essex, Vereinigtes Königreich                | Colin Kenna            | Punktsieg / 10 Runden                         |
| 2008                                                                           | 25. April                  | Utopia Paradise Theatre, Bronx, New York, Vereinigte Staaten                      | Terrell Nelson         | Sieg / TKO 5. Runde                           |
| 2008                                                                           | 6. August                  | Aviator Sports Arena, Brooklyn, New York, Vereinigte Staaten                      | Zuri Lawrence          | Punktniederlage (einstimmig) / 8 Runden       |
| 2008                                                                           | 8. November                | York Hall, Bethnal Green, London, Vereinigtes Königreich                          | Danny Williams         | Sieg / TKO 8. Runde                           |
| 2009                                                                           | 4. April                   | Burg-Wächter-Castello, Düsseldorf, Nordrhein-Westfalen, Deutschland               | Francesco Pianeta      | Unentschieden                                 |
| 2009                                                                           | 18. Dezember               | York Hall, Bethnal Green, London, Vereinigtes Königreich                          | Paolo Vidoz            | Punktsieg (einstimmig) / 12 Runden            |
| 2010                                                                           | 29. Mai                    | Veltins-Arena, Gelsenkirchen, Nordrhein-Westfalen, Deutschland                    | Vitali Klitschko       | Niederlage / KO 10. Runde                     |
| 2010                                                                           | 25. September              | Robin Park Centre, Wigan, Lancashire, Vereinigtes Königreich                      | Paul Butlin            | Sieg / TKO 1. Runde                           |
| 2011                                                                           | 26. März                   | Universum Box Gym, Hamburg, Hamburg, Deutschland                                  | Alexander Dimitrenko   | Niederlage / KO 12. Runde                     |
| 2011                                                                           | (Quelle: BoxRec-Datenbank) |                                                                                   |                        |                                               |

## Sonstiges
2008 nahm Sosnowski zwei Wochen lang an der polnischen Reality-Show VIP-Big Brother teil. 2007–2008 war er Co-Moderator einer Boxsendung des polnischen Senders TVN. Neben dem Boxen gilt seine Leidenschaft dem Pokerspiel, in welchem er auch an Turnieren teilnimmt.